# Apache Ivy
Pour les articles homonymes, voir ivy.
Ivy est un outil de gestion de dépendances (résolution des dépendances, génération de compte rendu des dépendances, publication d'éléments de dépendances). Ivy est intégré avec Ant et fournit les tâches correspondant à ses différentes fonctionnalités. Ivy peut également être exécuté indépendamment de Ant. Ivy est fortement flexible, configurable et non lié à aucune structure de projet, méthode de développement ou processus.

## Alternatives
- Apache Maven : Compilation de source Java, gestion de dépendances, déploiement des artifacts générés.